# Andramasina
Andramasina es una comuna de la provincia de Antananarivo, Madagascar.